# The Great Terror
The Great Terror est un film britannique réalisé par George Ridgwell, sorti en 1922.

## Fiche technique
- Titre original : The Great Terror
- Réalisation : George Ridgwell
- Société de production : British and Colonial Kinematograph Company (en)
- Pays d'origine :  Royaume-Uni
- Langue originale : anglais
- Format : noir et blanc — 35 mm — 1,37:1 — Film muet
- Genre : Film historique
- Durée : 7 000 pieds
- Date de sortie :
  - Royaume-Uni : 1922

## Distribution
- Malvina Longfellow : Thérésa Cabarrus
- Murray Graham : Jean-Lambert Tallien
- Muriel Somerset